# أسد (درعيات)
يُعد الأسد رمز شعارات النبالة الأكثر شعبية والحيوان الأشهر. حيث يرمز إلى الشجاعة والملكية ويعتبر "ملك الوحوش".

شعار المغرب

شعار مدينة الجزائر

شعار فنلندا

## لمحة تاريخية

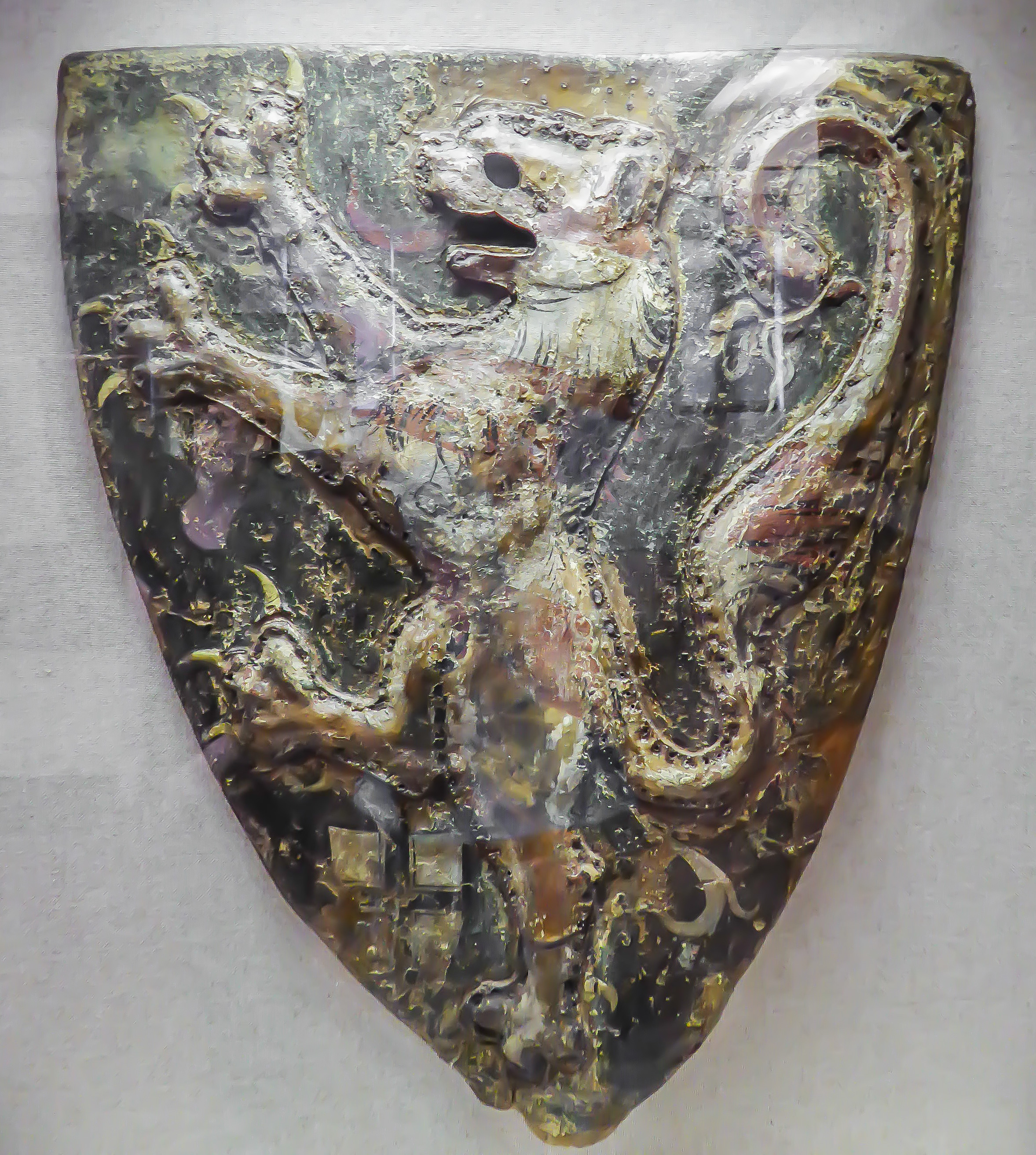
درع كونراد من تورينغن (حوالي 1230)، وهو مثال نادر على درع فروسية محفوظ من القرن الثالث عشر، يُظهر باري الأسد اللودوفيني.

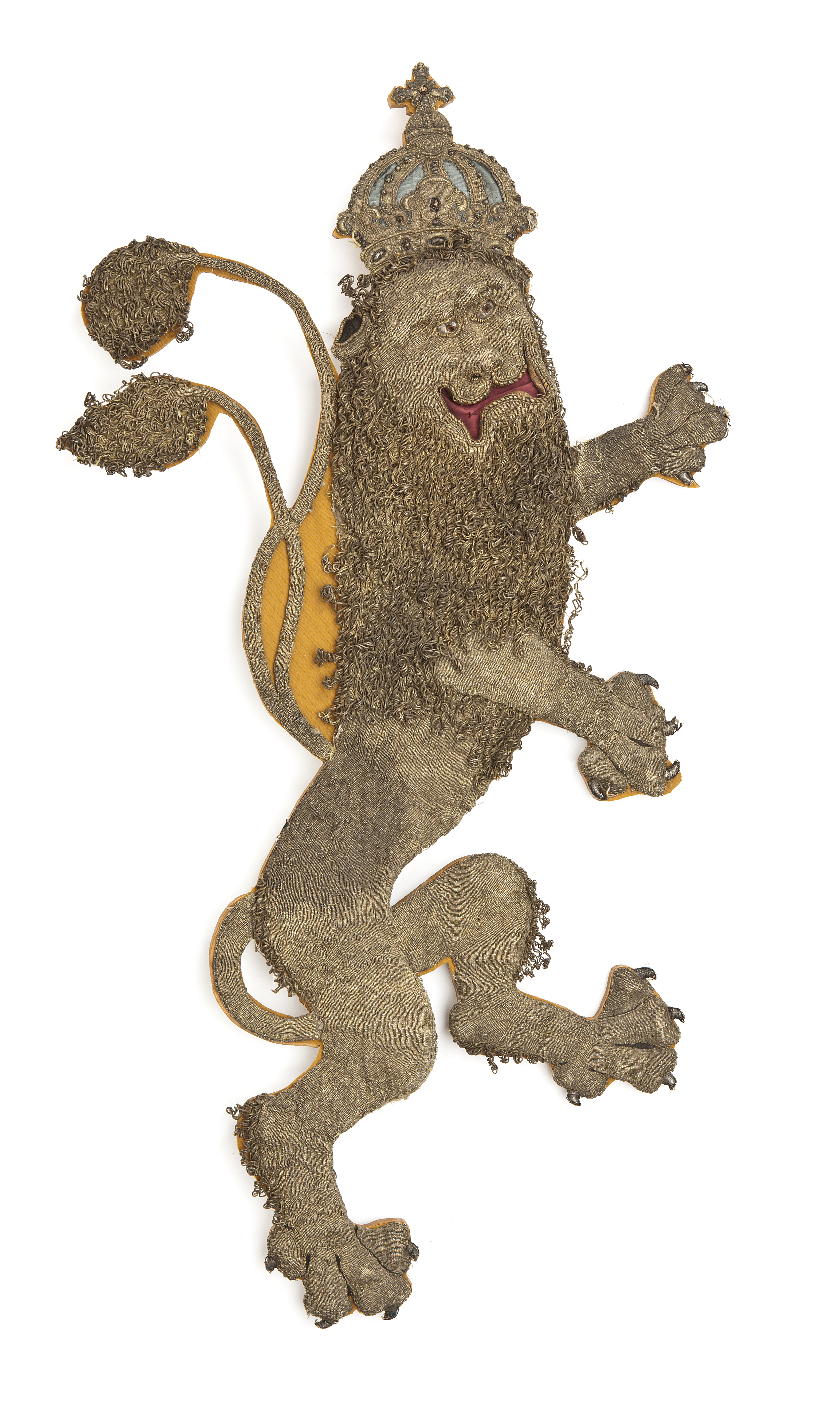
أسد بذيلين ذهبي مطرز من نهاية القرن السابع عشر، السويد.

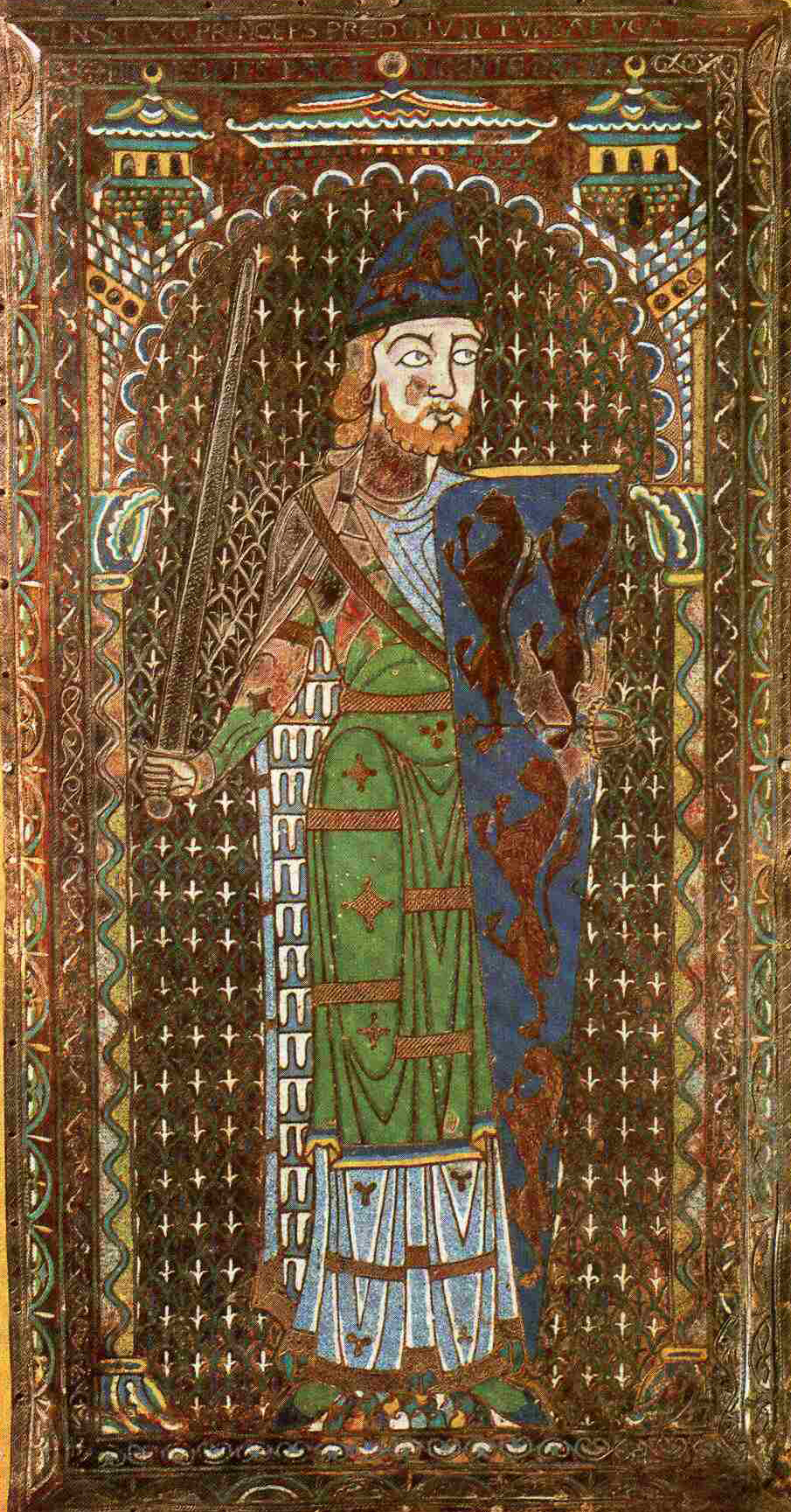
زخرفة مزججة من على قبر جيفري الخامس كونت أنجو (حوالي 1160).

تُعتبر تصاميم الحيوانات في شعارات النبالة في فترة العصور الوسطى العليا استمراراً لفن نمط الحيوان في عصر الفايكنج المستمد من أسلوب الفن السكيثي كما تطور من القرن السابع قبل الميلاد  تواجدت الحيوانات المتقابلة بشكل متماثل على وجه الخصوص استمراراً من فن عصر الهجرة عبر الفن الجزيري إلى الفن الرومانسكي وشعارات النبالة.
من المحتمل أن تكون حيوانات أسلاف "البرابرة" (الأوراسيين) في التصاميم الشعائرية قد استخدمت كرموز عشائرية. تُبُنِّيَتْ في التقاليد الجرمانية في القرن الخامس تقريبًا، وأعيد تفسيرها في سياق مسيحي في  الممالك الغربية من بلاد الغال وإيطاليا في القرنين السادس والسابع. ترجع صفة الأسد كحيوان ملكي على وجه الخصوص إلى تأثير الفيزيولوغوس ‏، وهو كتاب مسيحي مبكر عن رمزية الحيوانات، كُتب في الأصل باللغة اليونانية في القرن الثاني وترجم إلى اللاتينية في حوالي 400 م. لقد كان سلفًا لحيوانات رامزة في العصور الوسطى. في ذلك الوقت كان لدى عدد قليل من الأوروبيين فرصة لرؤية أسود حقيقية، لذلك كان على الرسامين الاعتماد على الصور التقليدية ولم يكن لديهم حيوانات حقيقية كنماذج.
الأسد كرمز شعارات موجود منذ بداياة نشوء شعارات النبالة في القرن الثاني عشر. يمكن رؤية أحد أقدم الأمثلة المعروفة عن الشعارات النبالة على قبر جيفري الخامس كونت أنجو الذي توفي عام 1151. تصوره زخرفة مزججة –من المحتمل أن تكون بتكليف من أرملة جيفري بين عامي 1155 و 1160– وهو يحمل درعاً أزرق مزيناً بستة أسود ذهبية منتشرة ويرتدي خوذة زرقاء مزينة بأسد آخر. يذكر سجل يرجع تاريخه إلى حوالي عام 1175 أن جيفري حصل على درع بهذا الوصف عندما حصل على لقب فارس من قبل والد زوجته هنري الأول عام 1128.
سابقاً عزا كُتَّابُ مؤلفات شعارات النبالة أسود إنجلترا ‏ إلى وليام الفاتح، ولكن أول دليل على ارتباط الأسود بالتاج الإنجليزي هو ختم يحمل أسدين، استخدمه الملك المستقبلي جون خلال حياة والده هنري الثاني الذي توفي عام 1189. ولأن هنري كان ابن جيفري بلانتاجانت فيبدو من المعقول الافتراض بأن تبني الأسود شعاراً من قبل هنري أو أبنائه استوحي من درع جيفري. يُعتقد أن ريتشارد قلب الأسد الأخ الأكبر لجون والذي خلف والده على العرش، كان أول من حمل شعار الأسود الثلاثة ولا يزال شعار إنجلترا، بعد أن استخدم سابقًا أسدين، والذي قد يكون شعار والده. يعود الفضل أيضًا إلى ريتشارد في تكوينه لعرف الشعار الإنجليزي على شكل الأسد.
بعيداً عن أسود شعار آل بلانتاجانت ‏ (إنجلترا ونورماندي) تشمل أمثلة القرن الثاني عشر على الأسود المستخدمة في رسوم شعارات شتاوفن (هوهنشتاوفن) وفيتلسباخ (بالاتينات)، وكلاهما مشتق من هاينريش الأسد.  شعار إسكتلندا، المنسوب إلى وليام الأسد. شعار الدنمارك، استخدم لأول مرة من قبل كانوت السادس ‏. شعار فلانديرز (يوليش)، استخدم لأول مرة من قبل فيليب الأول. شعار ليون، مثال على تعدد الرموز ويُنسب إلى ألفونسو السابع (1126). شعار بوهيميا، الذي مُنح لأول مرة لفلاديسلاوس الثاني.
تشمل شعارات النبالة في القرن الثالث عشر شعار آل سفيره ‏ (شعار النرويج)، وآل لودوفينغر ‏ (أسد هسن ‏ الذي استخدمه كونراد تورينغن ‏)، ولوكسمبورغ، ومملكة روس (فولينيا ‏)، وآل هابسبورغ  (تخلى آل هابسبورغ تقريباً عن شعار النبالة الأصلي بعد حصولهم على دوقية النمسا في سبعينيات القرن الثاني عشر، لكنه ظل مستخدماً في السلالات المشتقة مثل آل كيبورغ ‏)، ومملكة بلغاريا، ومملكة كيليكيا الأرمنية.
على عكس العقاب وهو نادر نسبياً في شعارات النبالة لأنه كان محجوزاً كرمز إمبراطوري، أصبح الأسد رمزاً للفروسية ولم يقتصر على الشعارات الملكية. يحتوي سجل شعارات زيورخ ‏ (القرن الرابع عشر) على عدد من شعارات النبالة التي تصور الأسود، معظمها من شعارات النبالة الوزارية في آل هابسبورغ.

## معرض الصور

### الأسود في شكل حمولة

#### أسد قائم
عينة من الأمثلة لشعارات تصور الأسد.
- شعار فلاندرز  [لغات أخرى]‏
- شعار مملكة ليون مع الشعار الملكي (القرن الثاني عشر)
- شعار التشيك (1992، مستمد من شعار مملكة بوهيميا، القرن الثالث عشر)
- أسد روتينيا  [لغات أخرى]‏، شعار مملكة روتينيا (القرنين الثالث عشر والرابع عشر، تبنته جمهورية غرب أوكرانيا الشعبية لاحقًا)
- شعار النرويج (القرن الثالث عشر، التصميم من عام 1992)
- أسد مخطط في شعار ولاية هسن الألمانية  [لغات أخرى]‏.  تستخدم ولاية تورينغن شعاراً متطابقاً تقريباً  [لغات أخرى]‏، وكلاهما مشتق من شعار النبالة اللودوفيني  [لغات أخرى]‏ (القرن الثالث عشر).
- درع من شعار النبالة لمملكة إسكتلندا (القرن الثالث عشر). يظهر حالياً على الربع الثاني في شعار المملكة المتحدة
- شعار النبالة في ليون، فرنسا (القرن الرابع عشر)
- شعار فنلندا (القرن السادس عشر)
- شعار الفلبين (1946، اُستمد الأسد من شعار ليون  [لغات أخرى]‏)
- شعار مقاطعة كارتاغو، أول عاصمة لكوستاريكا (1821)
- شعار إسبانيا
- شعار إقليم حوض سار (1920-1935)
- الشعار الحالي لسارلاند
- شعار راينلند بالاتينات
- شعار لمبرخ، هولندا
- شعار محافظة بودكارباتسكي، بولندا
- شعار درسدن عاصمة ولاية سكسونيا
- شعار لايبزيغ، ألمانيا

#### أسد ماشي
- شعار إنجلترا  [لغات أخرى]‏، مستمد من شعار بلانتاجانت في القرن الثاني عشر
- شعار الدنمارك (القرن الثاني عشر)
- شعار ليويلين (القرن الثالث عشر)، يستخدمه أمير ويلز منذ عام 1911.
- شعار إستونيا (1925، مستمد من شعار ملوك الدنمارك)
- شعار بادن-فورتمبيرغ (1954، مشتق من شعار هوهنشتاوفن من القرن الثالث عشر)
- شعار الجبل الأسود (2004، الأسد مستمد من أسد مار مرقص الذي استخدمته جمهورية البندقية)
- شعار شركة جنوب إفريقيا البريطانية ولاحقًا رودسيا (القرن التاسع عشر)

#### أسد قاعد
- شعار  مقاطعة بيلغورود، روسيا (1727)
- شعار منطقة بورغدورف في هانوفر، (1940)

### Lions in crest
- Noble arms of the Habsburgs, from Zürcher Wappenrolle (c. 1340)
- Shield, helmet and crest of إدوارد الأمير الأسود, suspended over his tomb in كاتدرائية كانتربري
- Coat of arms of فيليب الأول ملك قشتالة (1506) with the symbol representing the Leonese kingdom, along with a castle, imperially crowned in the top (chivalric design proper of Golden Fleece Roll), Medieval Spain
- Royal arms of the United Kingdom (1837): A lion statant guardant on the crest
- Crest of the royal arms of Scotland (1837), a lion sejant affrontée Gules, imperially crowned Or, holding in the dexter paw a sword and in the sinister paw a scepter both erect and Proper.
- Noble arms of the Polish Wieniawa family[بحاجة إلى ذكر السنة]

### Lions as supporters
- شعار السويد (15th century)
- شعار المملكة المتحدة, Scottish version (1837)
- Coat of arms of the Congo Free State (1885-1908)
- Coat of arms of Czechoslovakia (1918-1961)  [لغات أخرى]‏
- شعار المغرب (1957)
- شعار أرمينيا (1992)
- شعار بلغاريا (1997, based on 19th-century coat of arms)
- Coat of arms of Georgia (2004, based on 18th-century royal coats of arms)
- شعار لاتفيا (1921)
- Coat of arms of New South Wales

Western depictions
Heraldic lions have also found their way onto municipal or county seals in the United States.

### Eastern depictions
Outside of classical heraldry, lions have also found their way onto the coats of arms or emblems used by modern states in Asia, often based on traditional depictions of lions in the respective cultures or regions.
- Imperial Standard of سلطنة مغول الهند
- Emblem of Iran, 1932–1979
- Coat of arms of the المملكة العراقية (1932-1959), depicting the lion and فرس
- شعار الهند (1950), depicting the lions of the أعمدة أشوكا
- شعار التبت with a pair of snow lions  [لغات أخرى]‏ (1959[بحاجة لمصدر], based on the 1906 علم التبت)
- شعار سريلانكا (1972)
- شعار طاجيكستان, 1992-1993
- شعار كمبوديا (1993)

## روابط خارجية
- الشعارات المدنية على موقع www.ngw.nl